# Semice (Písek)
Semice jsou vesnice, část města Písek ve stejnojmenném okrese v Jihočeském kraji. Je od něj vzdálena asi 3,5 kilometru jihovýchodním směrem. Prochází zde silnice I/20. Semice leží v katastrálním území Semice u Písku o rozloze 3,38 km².

## Historie
První písemná zmínka o vesnici pochází z roku 1394.

## Obyvatelstvo
V roce 2011 zde trvale žilo 321 obyvatel.
| Rok            | 1869 | 1880 | 1890 | 1900 | 1910 | 1921 | 1930 | 1950 | 1961 | 1970 | 1980 | 1991 | 2001 | 2011 | 2021 |
| -------------- | ---- | ---- | ---- | ---- | ---- | ---- | ---- | ---- | ---- | ---- | ---- | ---- | ---- | ---- | ---- |
| Počet obyvatel | 530  | 568  | 592  | 639  | 648  | 587  | 554  | 401  | 446  | 375  | 302  | 290  | 293  | 321  | 425  |
| Počet domů     | 75   | 88   | 87   | 101  | 102  | 105  | 113  | 122  | 115  | 112  | 106  | 133  | 134  | 159  | 180  |

## Obecní správa
Při sčítání lidu v letech 1850–1975 Semice byly samostatnou obcí v okrese Písek. Od 1. ledna 1976 jsou částí města Písek ve stejnojmenném okrese. V letech 1850–1920 a v letech 1960–1975 k obci patřil Nový Dvůr.

## Pamětihodnosti
- Kaple na návsi s datováním první poloviny 19. století. Kaple je zasvěcená svatému Janu Nepomuckému.[9]
- Rodný dům jihočeského sedláka Jana Cimbury, který se zde narodil 17. června 1817, se nalézá na návsi.[10]
- Památník obětem první světové války se nachází také na návsi.
- Kříž rodiny Soukupovy ze Semic se nachází po levé straně u původní staré silnice směrem do Písku. Kříž je kamenný, v ohrádce a na svém podstavci má umístěnou mramorovou desku s věnováním a s datací 1882.
- Druhý kamenný kříž, rodiny Bečvářovy se nachází u stejné komunikace po pravé straně. Je také v ohrádce. Na spodní části kříže je umístěná deska s datací 1889.

## Galerie

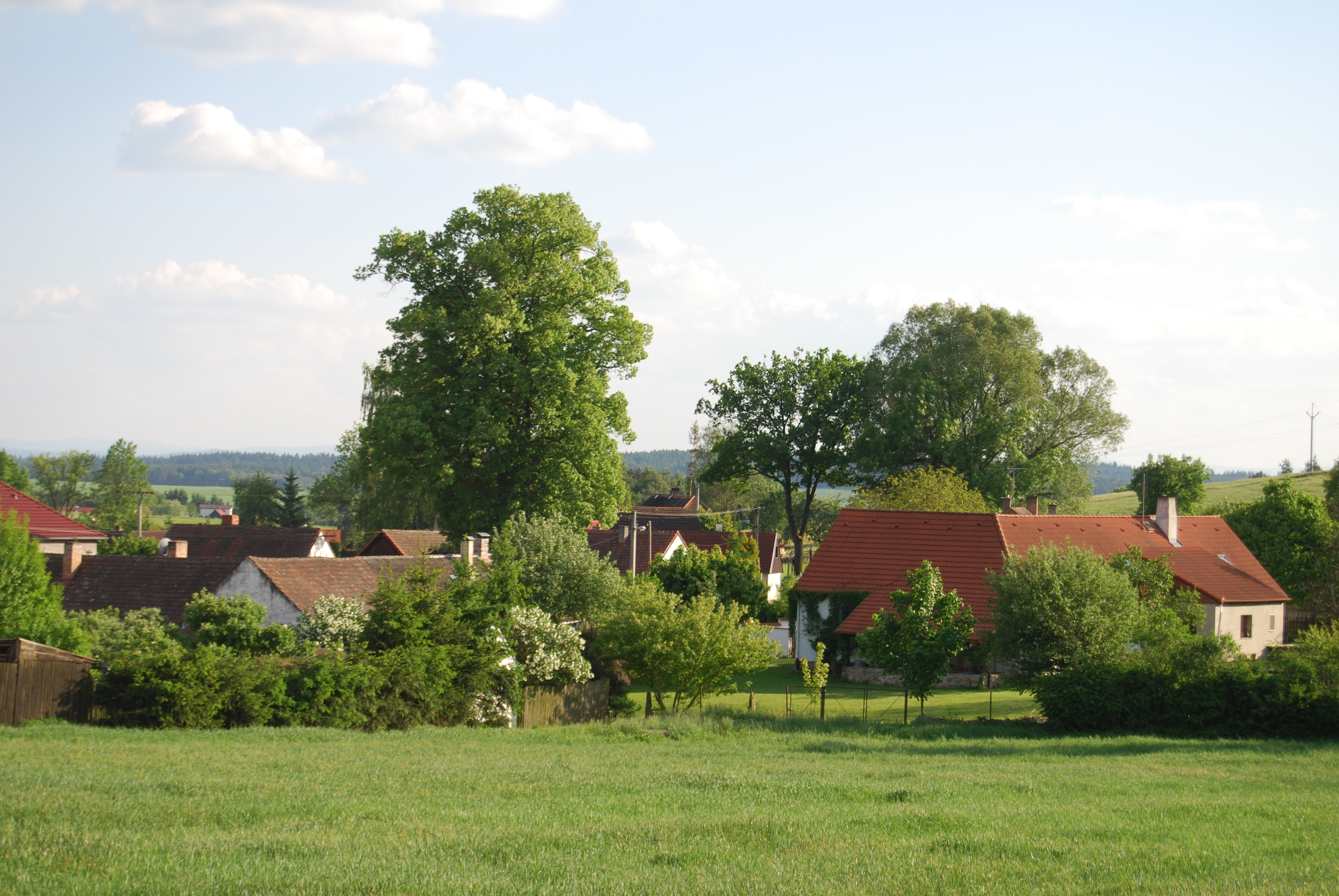
Pohled na vesnici z komunikace na Flekačky
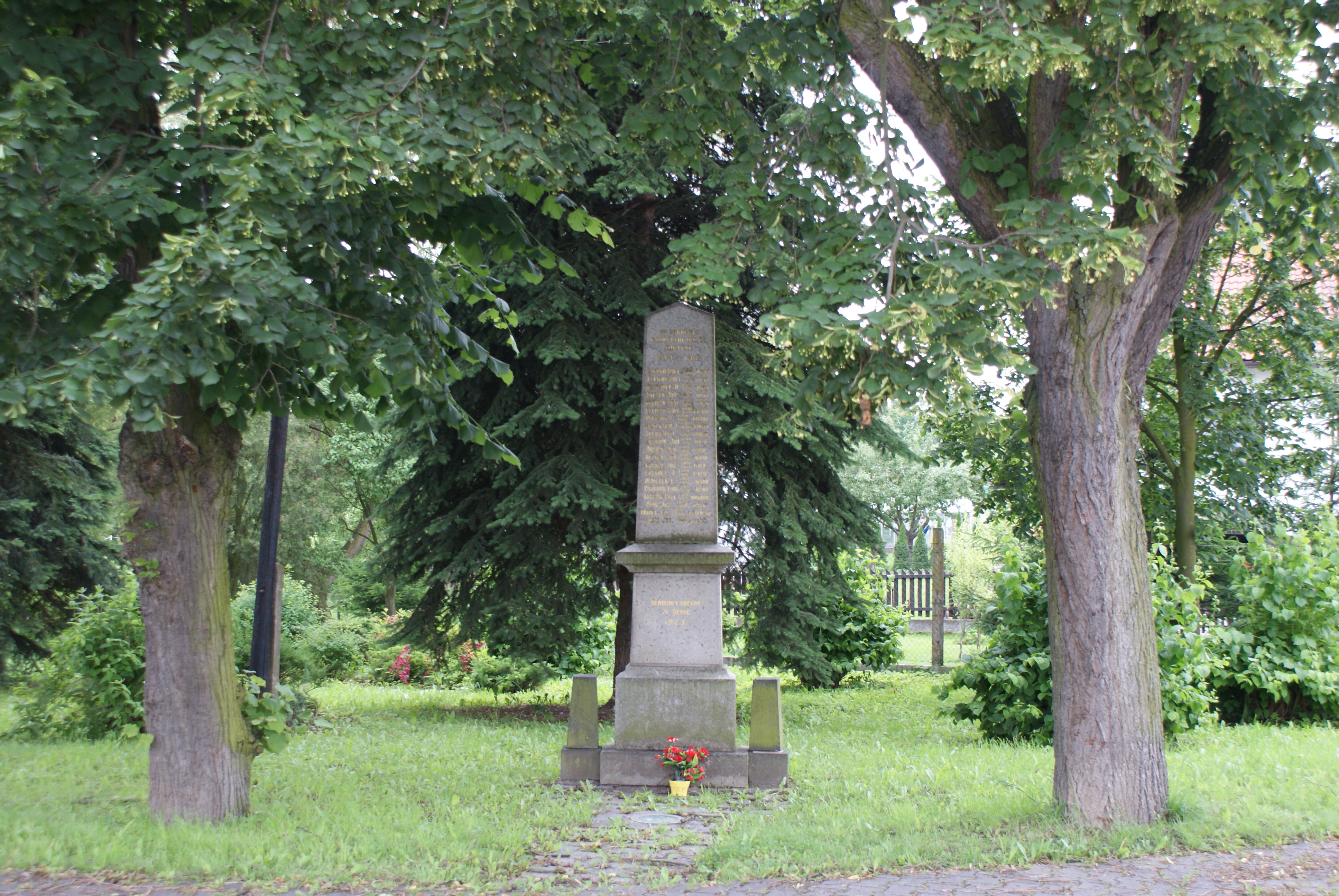
Památník obětem první světové války na návsi
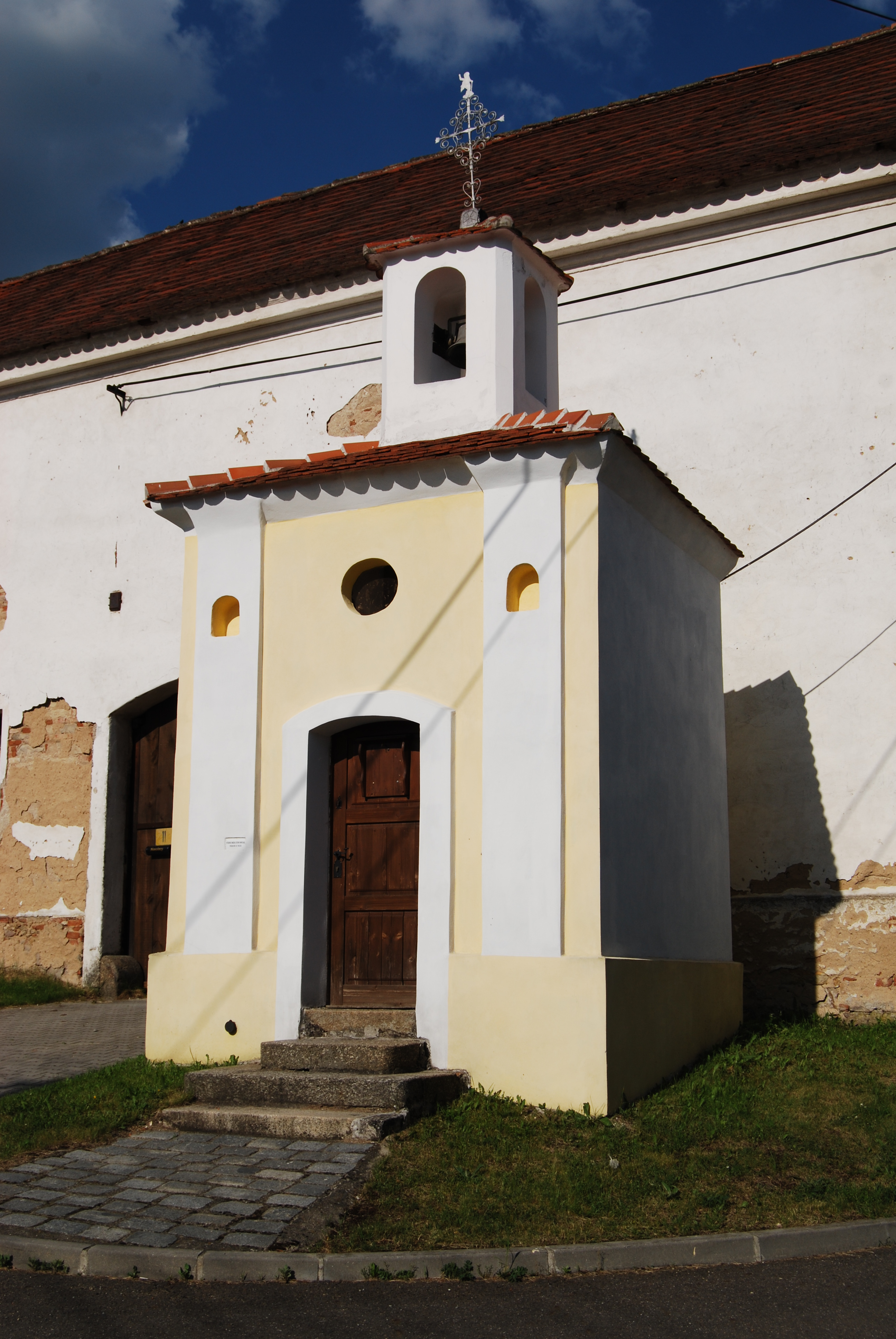
Kaple svatého Jana Nepomuckého
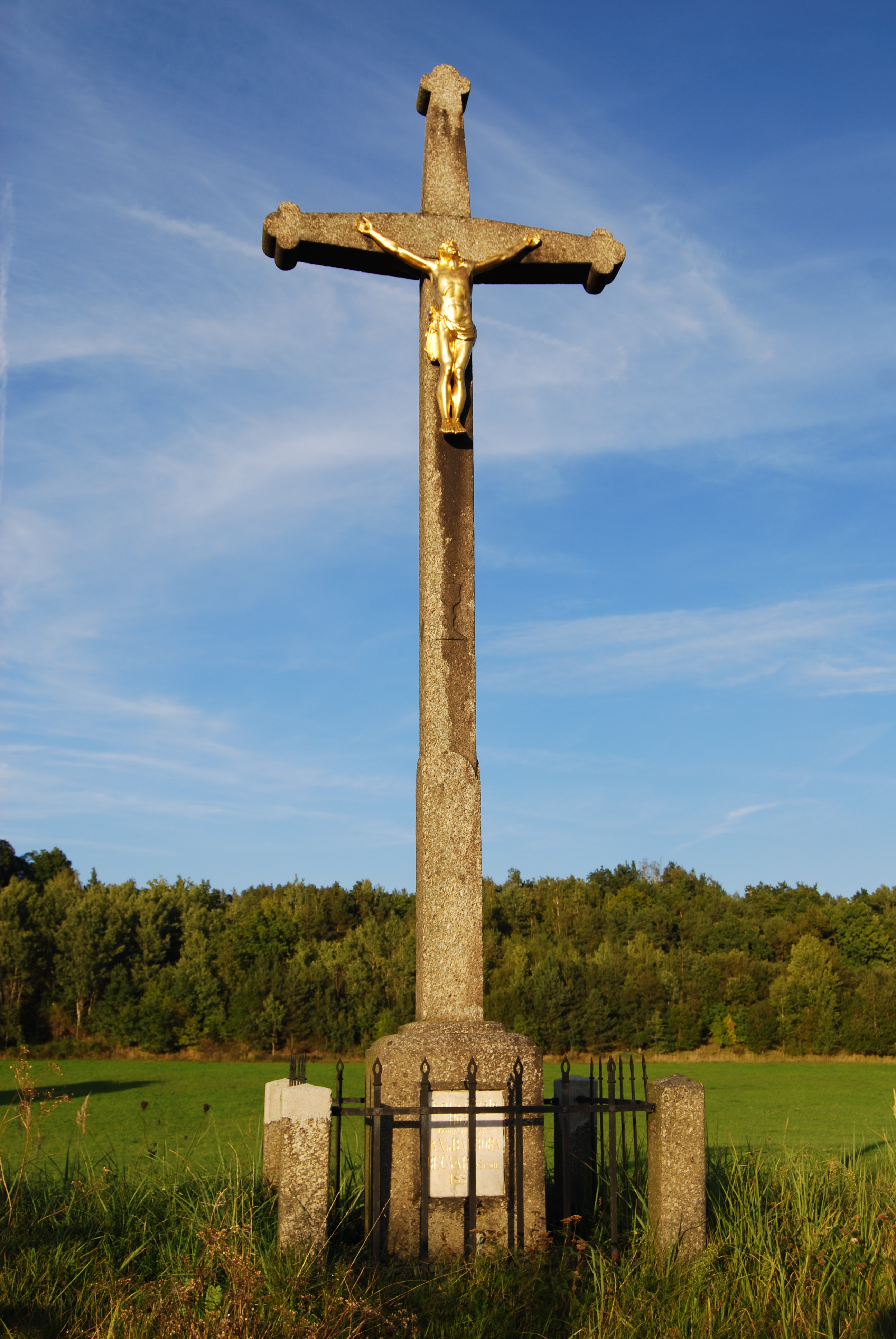
Kříž rodiny Bečvářovy